# Jannick Rolland
Jannick Rolland (* 1961) ist eine französisch-US amerikanische Ingenieurin für Optik. Sie ist Professorin am Institut für Optik der University of Rochester. Sie ist außerdem Mitbegründerin und CTO von LighTopTech, einem 2013 gegründeten Unternehmen, das von Frauen geführt wird und medizinische Bildgebungstechnologien mit biomimetischer, nicht invasiver Bildgebungstechnologie entwickelt. An der University of Rochester ist sie Direktorin des NSF I/UCRC Center for Freeform Optics (CeFO). Außerdem ist sie Direktorin des R.E. Hopkins Center for Optical Design and Engineering, das Studenten in optischem Design, Fertigung und Messtechnik unterrichtet.

## Leben
Ursprünglich aus Frankreich stammend, schloss Jannick Rolland 1984 ihr Ingenieurstudium am Institut d’optique (Supoptique) ab. Danach zog sie in die Vereinigten Staaten, wo sie an der University of Arizona einen Master of Science (1985) und einen Ph.D. (1990) in optischen Wissenschaften erwarb.
Jannick Rolland absolvierte ihr Postdoc in der Abteilung für Informatik an der University of North Carolina at Chapel Hill, wo sie sich auf das Learning für die Bildverarbeitung und die Computergrafik konzentrierte, während sie stereoskopische Head-Mounted Displays für die medizinische Visualisierung entwarf. Anschließend war sie dort als Research Assistant Professor und Leiterin der Vision Group Computer Science tätig. Bevor sie 2009 an das Institute of Optics der University of Rochester wechselte, war sie Professorin für Optik am CREOL, dem College of Optics and Photonics der University of Central Florida (UCF).
Im Jahr 2016 stiftete Jannick Rolland in Zusammenarbeit mit der OSA Foundation zu Ehren ihres verstorbenen Ehemanns Dr. Kevin P. Thompson (Group Director, Research and Development/Optics bei Synopsys, Inc.) den Kevin P. Thompson Optical Design Innovator Award. Dieser Preis wird jährlich verliehen, um die nächste Generation von Forschern zu motivieren, indem bedeutende Beiträge eines einzelnen Forschers in einem frühen Stadium seiner Karriere in den Bereichen Linsendesign, optische Technik oder Messtechnik gewürdigt werden.
Sie war Mitglied des Redaktionsausschusses der Zeitschrift Presence (MIT Press) (1996–2006) und Mitherausgeberin von Optical Engineering (1999–2004). Sie ist derzeit Mitherausgeberin von Optics Letters. Sie ist Fellow der Optical Society of America (OSA), SPIE und NYSTAR und wurde 2014 mit der David Richardson Medal der OSA und 2017 mit dem Edmund A. Hajim Outstanding Faculty Award ausgezeichnet.

## Auszeichnungen und Ehrungen
- 2020, Joseph-Fraunhofer-Preis/Robert-M.-Burley-Preis, The Optical Society „Für zahlreiche kreative und innovative Anwendungen in verschiedenen Bereichen der optischen Technik, darunter Astronomie, medizinische Bildgebung, erweiterte und virtuelle Realität, Bildwissenschaft und Freiformoptik.“[9]
- 2019, Alumnus des Jahres, Wyant College of Optical Sciences, The University of Arizona.[10]
- 2017, Auszeichnung für herausragende Lehrkräfte, Edmund A. Hajim Outstanding Faculty Award, University of Rochester.[11]
- 2014, David Richardson Medal, The Optical Society, für „visionäre Beiträge und Führungsqualitäten im Bereich optisches Design und Technik, die eine nicht-invasive optische Biopsie ermöglichen“.[12]
- 2008, Fellow der SPIE.[13]
- 2004, Fellow of the Optical Society of America für „Beiträge zu Bildqualitätsbewertungsverfahren für die medizinische Bildgebung und für die Optik in virtuellen Umgebungen“.[14]

## Veröffentlichungen (Auswahl)
- Aaron Bauer, Eric M. Schiesser und Jannick P. Rolland (2018). „Starting geometry creation and design method for freeform optics“ Nature Communications Volume 9, Artikelnummer 1756.[15]
- Kevin P. Thompson, Pablo Benítez, und Jannick P. Rolland, „Freeform Optical Surfaces: Report from OSA's First Incubator Meeting“, Optics & Photonics News 23(9), 32–37 (2012).[16]
- Außerdem hält sie mehr als 50 Patente[3]